# Igreja da Multiplicação dos Pães e Peixes
A Igreja da Multiplicação dos Pães e Peixes (em hebraico: כנסיית הלחם והדגים; romaniz.: knesiyat ha-lechem ve-ha-dagym) é uma igreja que está localizada em Tabgha, a noroeste do Mar da Galileia. A igreja celebra o milagre dos pães e dos peixes, o qual de acordo com o Novo Testamento, foi feito por Jesus naquele lugar.

## História

### A primeira igreja
No local atribuído ao acontecimento do milagre, foi construída uma igreja bizantina para celebrá-lo,  aproximadamente no ano de 350. A igreja foi erguida com a ajuda de "José, o Amigo", um judeu rico de Tiberíades. A pedra que, de acordo com a tradição, foi utilizada no local para a preparação dos alimentos do milagre, foi colocada no meio para ser utilizada como altar. A igreja tinha passagem isolada que terminava na abóbada (Abside), e sua localização era afetada pelo primeiro caminho que passava ao norte, o qual era um trecho da Via Maris, uma antiga rota comercial.